# Ma’arr Szamarin
Ma’arr Szamarin (arab. معر شمارين) – miejscowość w Syrii, w muhafazie Idlib. W 2004 roku liczyła 3625 mieszkańców.